# Il lato A della vita
(Giuseppe Pederiali, Il lato A della vita, cap. 11, pp. 122-123 (discorso di Magda al narratore))
Il lato A della vita è un romanzo del 2001 dell'autore italiano Giuseppe Pederiali.

## Struttura
Il libro è diviso in trentatré capitoli, suddivisi a loro volta in capitoletti. I capitoli ambientatati durante il Cantagiro 1968 si alternano con altri che raccontano fatti avvenuti in precedenza o in momenti successivi.

## Trama
Il narratore, di cui non viene detto il nome, è un trentenne di origine Emilia-Romagna che vive a Milano, dove lavora come giornalista per le riviste Sì e ABC ma coltiva anche ambizioni letterarie. Egli viene incaricato dal direttore di Sì di scrivere un pezzo sulla morte di Marilyn Monroe e ne approfitta per scrivere un racconto di fantasia su Jewel, il barboncino della diva, che però il direttore non apprezza perché troppo scabroso. Il suo successivo compito è seguire il Cantagiro del 1968 col fotografo della rivista, Danilo Frisani.
Durante la prima tappa, da Sanremo a Cuneo, il narratore vede per la prima volta l'organizzatore, i cantanti e la cosiddetta "Armata Sagapò", formata da curiosi , appassionati di musica leggera e ragazze fan dei cantanti, che seguono la carovana. 
Nella seconda tappa, da Cuneo a Borgosesia, il fotografo e il giornalista danno un passaggio a due ragazze che si presentano come Dalia e Magda, le quali restano con loro anche la sera dormendo nelle stesse camere d'albergo dei due uomini. Danilo e Dalia hanno subito un rapporto sessuale, mentre il narratore, che si è attardato a scrivere un articolo per il settimanale e soprattutto si sente obbligato verso la fidanzata Maria Grazia, non tocca Magda. 
Questa situazione si ripete nelle tappe successive: a Marina di Massa Magda, che non capisce l'atteggiamento dell'uomo, minaccia di andarsene con Roby Conte, che finisce col ricevere due cazzotti ben assestati dal giornalista.
Durante un giorno di riposo del Cantagiro il narratore accompagna Magda a Milano per un provino musicale. L'uomo inizia a domandarsi se sia lei la donna che ama veramente, ma una telefonata alla fidanzata gli schiarisce le idee, tanto più che al suo ritorno in albergo a Macerata non trova più Magda, che se n'è andata senza dirgli niente. La ragazza però torna il giorno successivo e, su consiglio di Dalia, egli non fa alcun commento sulla sparizione.
Dopo essersi portati da Senigallia a Ferrara per la penultima tappa, i quattro proseguono per Bondeno, paese natale di Magda, dove sono ospitati a pranzo da sua madre. Per Magda è motivo di grande vanto presso i suoi compaesani farsi vedere su un'auto con i contrassegni ufficiali del Cantagiro.
La finale si svolge a Recoaro Terme, ma inaspettatamente Magda non si fa vedere al concerto conclusivo e non si trova neanche in albergo. Dalia confida al narratore che la sua amica doveva essere proprio innamorata di lui per essersene andata in quel modo.
Nel 1982 il narratore, che cura una rubrica letteraria su Italia 1, rincontra Dalia, che come cantante ha avuto un modesto successo ed è tornata a usare il suo vero nome, Carla Corsini. Le chiede di Magda e apprende che questa era morta pochi mesi dopo il loro addio, poiché già in quel momento le sue condizioni di salute erano molto precarie.

## Personaggi
- Il narratore: giornalista di Sì e ABC, abitante alla Barona, quartiere periferico di Milano. Molte delle sue caratteristiche appartengono al reale autore (è originario di Finale Emilia, è stato in marina, nel 1968 ha scritto un romanzo intitolato Oroscopo favorevole). Guida una Triumph TR4.
- Il Direttore: direttore della rivista Sì.
- Danilo Frisani: fotografo delle riviste Sì e ABC. È separato dalla moglie, da cui ha avuto una figlia.
- Luciano Bianciardi, Giancarlo Fusco, Sandro Sandri ed Erigero Vigorelli: giornalisti e scrittori che scrivono per ABC.
- Marisa Spampinato e Anna Delfante: prostitute vicine di casa del narratore.
- Rosa Ramirez: cuoca peruviana di etnia indigena, vicina di casa del narratore che è convinto che stia progettando di uccidere un ignaro ingegnere di nome Cristoforo Colombo per punirlo simbolicamente delle sofferenze occorse al suo popolo in seguito alla scoperta dell'America. Ironicamente, si sposa con un uomo di nome Hernán Cortés.
- Vincenzo e Paolina Carbone: coniugi di origine meridionale, attivisti comunisti, vicini di casa del narratore.
- Maria Grazia Mandelli: ventiquattrenne di Lomazzo, fidanzata del narratore che ha conosciuto frequentando un corso serale a Milano. È figlia dell'agiato proprietario di un grande magazzino. Nel 1970, piantato in asso il narratore, convola a nozze con un altro uomo.
- Lorenzo: amico del narratore, editore e playboy quasi professionista.[1] Presta il suo lussuoso appartamento al narratore perché questi possa fare buona impressione ai potenziali suoceri venuti in visita.
- Giuseppe, detto dal narratore Peppino Mengele: napoletano titolare di una pizzeria dove il narratore si reca spesso. Avendo trascorso molti anni in Germania da emigrato, parla un italiano con una forte inflessione tedesca. Il narratore sfrutta questo fatto, assieme ad una supposta somiglianza fisica con Josef Mengele, per suggerire ai propri commensali che si tratti nientemeno che del criminale nazista.
- Ezio Radaelli: organizzatore del Cantagiro.
- Gianni Morandi, Dalida, Claudio Villa, Massimo Ranieri, Lucio Battisti, Antoine, Caterina Caselli, Roby Conte, Jimmy Fontana, Mino Reitano, Kim Arena, Mal, Giusy Romeo: cantanti in competizione al Cantagiro.
- I Rokes, i Nomadi, i Camaleonti, i Dik Dik, i Ricchi e Poveri: complessi in competizione al Cantagiro.
- Alighiero Noschese: attore, ospite d'onore della manifestazione.[2]
- Carla Corsini, in arte Dalia: una delle ragazze che seguono il Cantagiro, a cui Danilo dà un passaggio. Diventa la sua donna fino alla fine della manifestazione. Ha vinto un concorso di voci nuove a Cesenatico. Nel 1982 viene scelta per cantare la sigla del programma televisivo del narratore.
- Maria Bonfiglio, in arte Magda: amica di Dalia, già cantante in un complesso della provincia di Bologna, che si accompagna al narratore.
- Brigitte Skay: attrice tedesca, protagonista del film Isabella duchessa dei diavoli che viene presentato alla Casa della Cultura di Milano.
- Mauro Macario: aiuto regista di Bruno Corbucci in Isabella duchessa dei diavoli, al quale il narratore si rivolge per ottenere informazioni per l'articolo che deve scrivere.
- Felice Accame e Carlo Oliva: organizzatori dell'incontro con Brigitte Skay alla Casa della Cultura.
- Felice Dessì: grande vecchio del Pci, uno dei fondatori della Casa della Cultura.[3]
- Ciro Buglioni: sedicente regista che propone al narratore di girare un film tratto da Oroscopo favorevole.
- Inìsero Cremaschi: scrittore amico del narratore, da lui presentato a Maria Grazia.
- Gilda Musa: moglie del precedente.
- Jack Kerouac: scrittore americano, visto in preda ai postumi di una sbronza alla Libreria Cortina dal narratore.
- Fernanda Pivano: scrittrice e traduttrice che introduce Kerouac nel suo incontro con i lettori.
- Giulia Bonfiglio: madre di Magda, casalinga e magliaia di Bondeno.

## Edizioni
- Giuseppe Pederiali, Il lato A della vita, collana L'albero genealogico, Torino, Aragno, 2001,  p. 270, ISBN 88-8419-047-9.